# 734551 Monin
734551 Monin este o planetă minoră (asteroid) din centura de asteroizi. A fost descoperită pe 7 aprilie 1997 la  de David D. Balam. 
Obiectul prezintă o orbită caracterizată de o semiaxă mare de 2,3628254812244 UAi, o excentricitate de 0,13093337419574, o înclinație de 3,6106947413684 ° în raport cu ecliptica.